# Pou de glaç de Vilamarí
El Pou de glaç de Vilamarí és una obra de Vilademuls (Pla de l'Estany) inclosa a l'Inventari del Patrimoni Arquitectònic de Catalunya.

## Descripció
Pou de glaç de dipòsit circular excavat en el subsòl amb mur perimetral de pedra de notable gruix. Té la seva coberta semiesfèrica esfondrada. La part superior del pou ha desaparegut i no es documenta cap mena d'obertura d'accés. El mur perimetral és bastit amb pedra petita o mitjana, arrodonida i irregular, ben lligada amb morter de calç.

## Història
Els pous de glaç foren usats per emmagatzemar gel o glaç aconseguit durant l'hivern. Els blocs de gel que contenia el pou eren serrats de les geleres, generalment situades prop d'un curs fluvial. Eren acuradament col·locats al fons del dipòsit i separats per capes de terra, branques o palla que complien un funció aïllant. El pou era segellat hermèticament un cop el dipòsit es trobava ple, per tal de mantenir una temperatura baixa a l'interior.